# 産業組合法
産業組合法（さんぎょうくみあいほう、明治33年3月7日法律第34号）は、かつて存在した日本の法律。

## 概要
アジアで最初の協同組合を規定した画期的な法律として知られる。立法に当たっては、品川弥二郎や平田東助が奔走している。
1900年（明治33年）に成立した同法は、日本の資本主義は発達するに従って、中小零細企業が大資本に圧倒されている現状から、零細企業救済のため、加入脱退の自由、議決権平等、出資利子制限、利用分量配当といった協同組合原則の基本を組み入れた法律として制定された。
現在の農協・生協・信用金庫・信用組合は、いずれも戦前の産業組合にルーツを持つ組織である。
消費生活協同組合法の施行により1948年に廃止された。ただし消費生活協同組合法第109条により産業組合法を準用する規定の適用について産業組合法はなお効力を有すとされた。
この対象になる法律のうち、農林中金法と商工中金法での準用が廃止され現在では次のものだけになっており、このうち、蚕糸業組合法及び海外移住組合法はすでに廃止され（廃止の際の経過措置として産業組合法を準用する規定が適用される。）、農村負債整理組合もほとんど実態がなくなっており、適用されることはほとんどなくなっている。
蚕糸業組合法（昭和6年法律第24号）第26条
農村負債整理組合法（昭和8年法律第21号）第20条第1項及び第3項並びに第24条
海外移住組合法（昭和2年法律第25号）第14条